# Sugoi Hebereke
Sugoi Hebereke (すごいへべれけ Amazing Hebereke?) es un videojuego de lucha desarrollado por Sunsoft para Super Famicom, fue lanzado el 11 de marzo exclusivamente en Japón. Es el tercer título y el spin-off de la serie Hebereke.  Fue el primer intento de Sunsoft en el género de videojuegos de lucha antes de hacerse conocida por el género con los juegos Galaxy Fight: Universal Warriors de 1995, el Waku Waku 7 de 1996 y el Astra Super Stars de 1998.
- Datos: Q7635142